# Koń trojański (informatyka)
Koń trojański, trojan – określenie oprogramowania, które podszywając się pod przydatne lub ciekawe dla użytkownika aplikacje, dodatkowo implementuje niepożądane, ukryte przed użytkownikiem różne funkcje (oprogramowanie wymuszające okup – ransomware, szpiegujące – spyware, bomby logiczne, furtki umożliwiające przejęcie kontroli nad systemem przez nieuprawnione osoby itp.). Nazwa pochodzi od mitologicznego konia trojańskiego.

## Zagrożenia
Do typowych działań wykonywanych przez konie trojańskie należą:
- instalowanie w systemie backdoora i udostępnianie kontroli nad systemem nieuprawnionym osobom w celu rozsyłania spamu, dokonywania ataków DDoS itp. (patrz: komputer-zombie),
- szpiegowanie i wykradanie poufnych danych użytkownika (oprogramowanie szpiegujące),
- utrudnianie pracy programom antywirusowym,
- zmienianie strony startowej przeglądarki WWW i prezentowanie reklam,
- działania destruktywne (kasowanie plików, uniemożliwianie korzystania z komputera lub szyfrowanie danych, patrz: ransomware).

Niektóre trojany mają dodatkowe funkcje, takie jak wyłączanie przez atakującego monitora, wysuwanie tacki napędu CD/DVD, otwieranie wybranych stron internetowych.

## Profilaktyka
Podstawową metodą obrony przed tego typu szkodliwymi programami powinna być profilaktyka:
- używanie jak najczęściej aktualizowanego oprogramowania antywirusowego,
- systematyczne aktualizowanie systemu operacyjnego,
- nieotwieranie podejrzanych wiadomości e-mail i załączonych do nich plików.

## Trojan zdalnego dostępu (ang.Remote Access Trojan)
Narzędzia typu Remote Access Tool pozwalają na zdalny dostęp i zarządzanie systemem, na którym zainstaluje się moduł takiej aplikacji. W samych programach tego rodzaju nie ma wiele złego. Korzystają z nich administratorzy systemów czy też na przykład dział wsparcia w jakiejś firmie. Dzięki oprogramowaniu typu Remote Access Tool wspomniany dział wsparcia technicznego może połączyć się z komputerem danego użytkownika i zdalnie pomóc mu rozwiązać problem, który występuje na jego urządzeniu. Skrót RAT rozumiany najczęściej jako Remote Access Tool posiada również drugie rozwinięcie: Remote Access Trojan, czyli koń trojański zdalnego dostępu. Jest to złośliwa odmiana tego typu programów często używana do celów przestępczych.
Bardzo często konie trojańskie są to zaawansowane narzędzia, które pozwalają między innymi na:
- Zarządzanie plikami, procesami, edycja rejestru systemowego
- Podgląd ekranu, zrzuty ekranu (ang. screenshots)
- Rejestrowanie wciskanych klawiszy (tzw. keylogger)
- Zdalny pulpit, przekazywanie obrazu (np. VNC)
- Zdalne wykonywanie poleceń cmd.exe (Wiersz polecenia)
- Wysłanie i uruchomienie dowolnego pliku (Upload&Execute)
- Odzyskiwanie haseł z popularnych programów
- inne zależne od programisty.

Należy pamiętać, że programy typu Remote Access Trojan dają ogromne możliwości kontroli. Można nawet rzec, że pozwalają wykonać każdą czynność w systemie, zupełnie jakby się było fizycznie przy danym urządzeniu. Stwarza to ogromne zagrożenie.